# Chinchali
Chinchali är en ort i Indien.   Den ligger i distriktet Belgaum och delstaten Karnataka, i den sydvästra delen av landet, 1 400 km söder om huvudstaden New Delhi. Chinchali ligger 545 meter över havet och antalet invånare är 15 949.
Terrängen runt Chinchali är platt. Runt Chinchali är det tätbefolkat, med 442 invånare per kvadratkilometer. Närmaste större samhälle är Shiraguppi, 12,8 km nordväst om Chinchali. Omgivningarna runt Chinchali är en mosaik av jordbruksmark och naturlig växtlighet.